# Estado de Sonsorol
Sonsoral o Sonsorol es una isla al sur de Palaos y a su vez existe un archipiélago del mismo nombre que conforman un estado del mismo nombre. Es además un parque nacional. En las islas se habla el idioma sonsorol, también se habla el idioma tobiano y el inglés. La población total es de 39 personas aproximadamente.

## Historia
El primer avistamiento por parte de los europeos de las Sonsoroles, fue el de Sonsorol y Fanna por la nave española Trinidad entonces comandada por Gonzalo Gómez de Espinosa el 6 de mayo de 1522. Estas dos fueron cartografiadas colectivamente como islas de San Juan ya que fueron avistadas en el día de su festividad. El 30 de noviembre de 1710 llegó a Sonsorol una expedición misionera española comandada por el sargento mayor Francisco Padilla, procedente de Manila a bordo del patache Santísima Trinidad. En 1712 fueron exploradas por una expedición comandada por el oficial naval español Bernardo de Egoy.
En 1899 España decidió vender las islas a Alemania, que perdió el control del territorio en la Primera Guerra Mundial, cuando Japón se hizo con él. Estados Unidos tomó posesión de la zona al final de la Segunda Guerra Mundial hasta la independencia de Palaos.

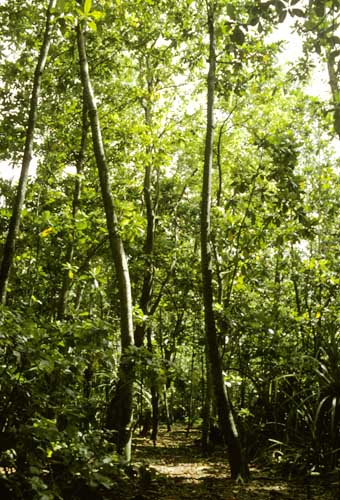
Isla de Fanna

Durante diciembre de 2012, el estado sufrió gravemente el tifón Bopha y la gente fue evacuada a Akebesang, en Koror. Fueron 37 personas de Sonsorol, 19 de Pulo Anna y 2 de Merir. Un par de meses después, y debido a la decisión del gobierno, sólo se volvió a habitar Sonsorol (más barato y más cercano para llegar y enviar suministros). 42 personas han regresado a la isla, y es la única isla habitada del estado (a partir de 2014).

## Geografía
El centro administrativo, y único pueblo, es Dongosaru, en la isla de Sonsorol. El estado tiene una superficie total de 312 hectáreas distribuidas entre varias islas.

### Islas
El estado se subdivide en cuatro municipios, que corresponden a las cuatro islas individuales, que estaban habitadas anteriormente. Las islas son, de norte a sur (la isla de Fanna y la isla de Sonsorol se llaman conjuntamente islas Sonsorol):
| N.º | Municipio (Isla)   | Localidad | Área (km²) | Población censo 2015 | Coordenadas                                 |
| --- | ------------------ | --------- | ---------- | -------------------- | ------------------------------------------- |
| 1   | Fanna              | -         | 0.48       | 0                    | 05°21′09″N 132°13′32″E / 5.35250, 132.22556 |
| 2   | Sonsorol           | Dongosaru | 1.31       | 40                   | 05°19′28″N 132°13′16″E / 5.32444, 132.22111 |
| 3   | Pulo Anna          |           | 0.42       | 0                    | 04°39′34″N 131°57′49″E / 4.65944, 131.96361 |
| 4   | Merir              |           | 0.91       | 0                    | 04°19′27″N 132°18′37″E / 4.32417, 132.31028 |
|     | Estado de Sonsorol | Dongosaru | 3.12       | 40                   |                                             |

#### Fanna
Fanna, también llamada Fana, está rodeada por un arrecife de coral que se extiende entre 160 y 480 m mar adentro, y tiene una forma casi circular, con un diámetro de 350 m. La isla está densamente arbolada con cocoteros y otros árboles. La isla está referenciada como municipio. Mariano Carlos fue su jefe desde el año 2000 hasta la evacuación por el tifón Bopha. La isla de Fanna y la cercana isla de Sonsorol, 1,6 km más al sur, forman juntas las islas Sonsorol.

##### Sonsorol
La isla Sonsorol, también llamada Dongosaro o Dongosaru, está rodeada por un arrecife de coral que se extiende entre 160 y 480 m mar adentro. Tiene 2 km de longitud en dirección norte-sur y hasta 890 m de ancho en el norte. Se encuentra a 1,6 km al sur de la isla de Fanna. El pueblo de Dongosaro, que es la capital del estado, está situado en la costa oeste. La isla está densamente arbolada con cocoteros y otros árboles. Junto con Fanna, forma las islas Sonsorol.
Sonsorol fue probablemente la primera de las islas de Palaos visitada por un europeo: la expedición jesuita de Francisco Padilla el 30 de noviembre de 1710. Un año después del tifón Bopha, el gobierno de Palaos emitió un plan de reconstrucción para esta isla, y también construyó un pequeño muelle.

##### Pulo Anna
Pulo Anna o Puro está bordeada por un arrecife de coral que se extiende más allá de 460 m de la costa. La isla en sí es más o menos elíptica y mide 800 metros de noreste a suroeste, y tiene hasta 550 metros de ancho. En el lado noroeste de la isla hubo una aldea llamada Puro. Pulo Anna se encuentra en el flujo de la contracorriente ecuatorial durante todo el año.

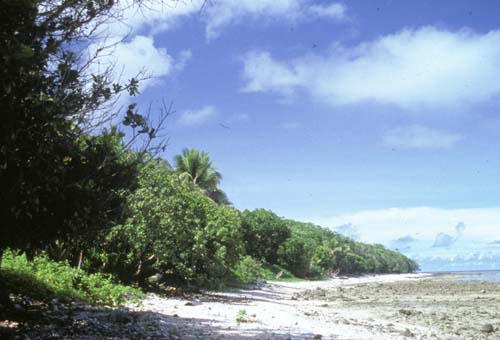
Isla de Merir

##### Merir
La isla de Merir, o Melieli, está bordeada por un arrecife que se extiende más allá de 1100 m de la costa en el sur y 160 m en el norte. Los bordes del arrecife son escarpados, excepto en el extremo norte, donde un espigón, con una profundidad de 12,8 metros en su extremo exterior, se extiende unos 1300 metros hacia el norte. La isla en sí tiene 2200 metros de norte a sur, y hasta 600 metros de ancho. En el lado noroeste de la isla se encuentra un pueblo llamado Melieli, que tiene una estación de radio.

## Gobierno y Política
El estado de Sonsorol, con una población inferior a 50 habitantes, tiene un jefe ejecutivo elegido, llamado gobernador. El estado también tiene una legislatura elegida cada cuatro años. La población del estado elige a uno de los miembros de la Cámara de Delegados de Palaos.

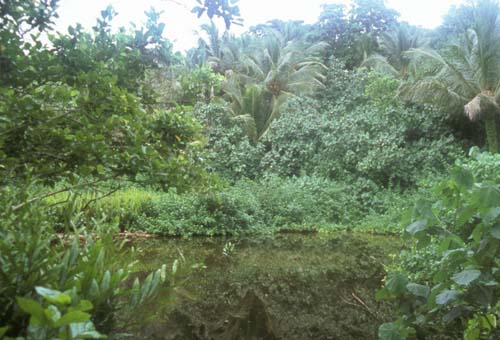
Pantano en la Isla de Pulo Anna

## Educación
El Ministerio de Educación gestiona dos escuelas públicas en el estado:
1. Escuela Primaria Pulo Anna - Construida en 1972, cuenta con un aula y un profesor, con facilidades para que sus alumnos (cinco, en septiembre de 2018) se queden en la isla, que de otro modo estaría desierta
2. Escuela primaria de Sonsorol - Creada en 1972, cuenta con un aula y un profesor, para atender a los alumnos (trece, en septiembre de 2018) que ya viven en la isla

En 1962, el país abrió su única escuela secundaria pública, la Escuela Secundaria de Palaos en la ciudad de Koror, que está a 300 kilómetros (190 mi) al otro lado del agua de Sonsorol; los niños del estado de Sonsorol hacen arreglos para vivir en la ciudad de Koror si deciden continuar su educación primaria.